# 월드전람
주식회사 월드전람은 1993년 말에 설립된 전시회 기획사이다. 월드전람이 주관하는 박람회로는 친환경 유기농박람회, [[프랜차이즈 서울](2014년부터 [프랜차이즈 창업 박람회]로 전시명 변경)], 체험학습박람회 등이 있다.